# Kręgi kulturowe Ameryki Północnej i Środkowej
W celu podkreślenia odrębności kulturowej różnych plemion Indian Ameryki Północnej i Środkowej wyróżnia się tzw. kręgi kulturowe (zwane też przez niektórych autorów areałami, obszarami lub regionami kulturowymi). Ich liczba i obejmowany obszar różnią się w zależności od autora (źródła).

## Klasyfikacja Drivera

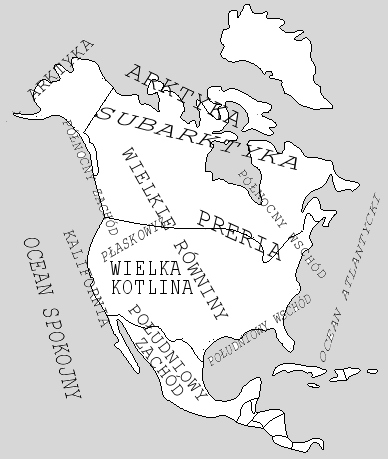
Okręgi kulturowe Ameryki Północnej

Według amerykańskiego antropologa Harolda E. Drivera „krąg (areał) kulturowy to obszar geograficzny zajmowany przez pewną liczbę ludów charakteryzujących się pewnym podobieństwem kulturowym, a jednocześnie wyraźną odmiennością w stosunku do ludów z innych obszarów”.
Driver wyróżnił w Ameryce Północnej i Środkowej 17 kręgów kulturowych:
1. Arktyka Zachodnia
2. Arktyka Centralna i Wschodnia
3. Subarktyka Yukon
4. Subarktyka Mackenzie
5. Subarktyka Wschodnia
6. Wybrzeże Północno-Zachodnie
7. Wielkie Równiny
8. Preria
9. Wschód
10. Kalifornia
11. Wielka Kotlina
12. Baja California
13. Południowy Zachód
14. Płaskowyż
15. Meksyk Północno-Wschodni
16. Mezoameryka
17. Archipelag Karaibski

Na potrzeby swej książki Za ścianą wigwamu (Wyd. TIPI, Wielichowo 2002) Marek Hyjek wyróżnia np. następujące kręgi kulturowe:
1. Subarktyka
2. Wybrzeże Północno-Zachodnie
3. Płaskowyż
4. Wielkie Równiny
5. Preria
6. Wschód
7. Kalifornia
8. Południowy Zachód
9. Wielka Kotlina

Podobnych klasyfikacji powstało wiele, często też dyskutuje się ich zasadność.